# Cristești (Botoșani)
Cristești es una comuna y pueblo de Rumania ubicada en el distrito de Botoșani.
De acuerdo con el censo de 2011, tiene 4535 habitantes, mientras que en el censo de 2002 tenía 4710 habitantes. La mayoría de la población es de etnia rumana (95,08 %).
La mayoría de los habitantes son cristianos de la Iglesia Ortodoxa Rumana (91,48 %), con una minoría de pentecostales (4,07 %).
En la comuna hay cuatro pueblos (población en 2011):
- Cristești (pueblo), 2259 habitantes;
- Oneaga, 1477 habitantes;
- Schit-Orășeni, 533 habitantes;
- Unguroaia, 266 habitantes.

Se ubica unos 10 km al sur de Botoșani, al lado de la carretera E58.